# Sorki
Sorki (Notiosoricini) – plemię ssaków z podrodziny ryjówek (Soricinae) w obrębie rodziny ryjówkowatych (Soricidae).

## Zasięg występowania
Plemię obejmuje gatunki występujące w Ameryce Północnej.

## Systematyka
Do plemienia należą następujące występujące współcześnie rodzaje:
- Notiosorex Coues, 1877 – sorek
- Megasorex Hibbard, 1950 – wielkosorek – jedynym przedstawicielem jest Megasorex gigas (Merriam, 1897) – wielkosorek meksykański

Opisano również rodzaj wymarły:
- Beckiasorex Dalquest, 1972 – jedynym przedstawicielem był Beckiasorex hibbardi Dalquest, 1972